# Genisteae
Genisteae je tribus (seskupení rodů) čeledi bobovité dvouděložných rostlin. Zahrnuje více než 550 druhů ve 25 rodech a je rozšířen zejména ve Středomoří a jižní Africe. Z české květeny sem patří čilimník, janovec metlatý, čilimníček, kručinka a zdomácnělá lupina mnoholistá. Mezi běžně pěstované dřeviny náleží štědřenec.

## Popis
Zástupci tribu Genisteae jsou trnité či beztrnné byliny a keře, řidčeji i stromy. Listy jsou jednoduché, trojčetné nebo dlanitě složené, dlouze řapíkaté až přisedlé, u některých druhů redukované a nahrazené zelenými asimilujícími stonky. Palisty jsou přítomny nebo chybějí. Květy jsou uspořádané ve vrcholových či úžlabních hroznech, svazečcích či hlávkách nebo jednotlivé. U některých zástupců vyrůstají květenství na zkrácených větévkách (brachyblastech).
Kalich je zvonkovitý až trubkovitý, dvoupyský, za plodu opadavý nebo vytrvalý. U některých zástupců (hlodáš) je kalich stejně zbarvený jako koruna. Typickou barvou květů je u mnohých rodů žlutá. Koruna je motýlovitá. Tyčinek je 10 a jsou jednobratré. Plodem je lusk pukající 2 chlopněmi nebo řidčeji nepukavý, obsahující 1 až 8 nebo i více semen.

## Rozšíření
Tribus Genisteae zahrnuje 25 rodů a asi 550 až 570 druhů. Největší rody jsou
lupina (Lupinus, asi 220 druhů), kručinka (Genista, 90) a Argyrolobium (asi 100 druhů).
Tribus je rozšířen ve Středomoří a jihozápadní Asii, na Kanárských ostrovech, v Africe, na Madagaskaru a v Americe. Nejvíce druhů se vyskytuje ve Středomoří. Další centrum je v jižní Africe, kde se vyskytují rody Argyrolobium, Dichilus, Melolobium a Polhillia. Nejrozsáhlejší areál výskytu má rod lupina (Lupinus), který se vyskytuje ve Středomoří, v horách tropické východní Afriky, v Severní Americe a v horách a v jižní části Jižní Ameriky.
Některé rody přesahují ze Středomoří nebo z jižní Afriky i do hor tropické Afriky, rod Argyrolobium je zastoupen i na Madagaskaru. V Severní a Střední Americe se vyskytuje pouze rod lupina. V jižní části jihoamerických And rostou dva druhy rodu Anarthrophyllum. Rod Sellocharis je vázaný na jihoamerické pampy.
V České květeně je tribus Genisteae zastoupen vcelku hojně. Vyskytuje se zde 5 druhů čilimníčku (Chamaecytisus), 3 druhy rodu Cytisus – janovec metlatý (Cytisus scoparius), čilimník poléhavý (Cytisus procumbens) a čilimník černající (Cytisus nigricans) a 3 druhy kručinky (Genista). Zdomácněla zde lupina mnoholistá (Lupinus polyphyllus) a občas zplaňují pěstované druhy štědřenec odvislý (Laburnum anagyroides) a kručinka křídlatá (Genista sagittata).
V květeně Evropy se vyskytuje celkem rodů. Hlavní centra druhového bohatství jsou v jihozápadní Evropě a na Balkáně. Mimo rodů domácích i v české květeně jsou zde několika druhy zastoupeny rody čilimka (Calicotome), hlodáš (Ulex), lupina (Lupinus), štědřenec (Laburnum), Echinospartum, Adenocarpus, Argyrolobium, Retama a Stauracanthus, jediným druhem jsou zastoupeny peterovka dalmatská (Petteria ramentacea), vítečník sítinovitý (Spartium junceum), erinacea trnitá (Erinacea anthyllis), Cytisophyllum sessilifolium, Gonocytisus angulatus a Podocytisus caramanicus.

## Taxonomie
Vymezení některých rodů tribu Genisteae je dosud neustálené či nedořešené. V rámci české květeny se to týká zejména rodu Cytisus (čilimník), který bývá pojímán různě široce a bývají od něj oddělovány další rody: Chamaecytisus (čilimníček), Lembotropis (čilimníkovec), Sarothamnus (janovec), Corothamnus (kručinkovec) aj.
Podle výsledků fylogenetických studií tvoří bazální větve tohoto tribu rod Lupinus a jihoafrické rody Melolobium a Dichilus, které byly v minulosti řazeny do tribu Crotalarieae. Podobnost mezi lupinou (Lupinus) a severoamerickými rody baptisie (Baptisia) a vlčinec (Thermopsis) z tribu Thermopsideae je dána souběžným ekologickým vývojem a tyto dvě skupiny nejsou bezprostředně příbuzné.

## Zástupci
- čilimka (Calicotome)
- čilimníček (Chamaecytisus)
- čilimník (Cytisus)
- echinospartum (Echinospartum)
- erinacea (Erinacea)
- hlodáš (Ulex)
- kručinka (Genista)
- lupina (Lupinus)
- peterovka (Petteria)
- štědřenec (Laburnum)
- vítečník (Spartium)

## Význam
Semena některých druhů lupin byla již za časů starověku používána jako potravina. Některé druhy mají význam jako pícniny. Lupina mnoholistá a její kříženci jsou pěstovány jako okrasné vytrvalé byliny. Z okrasných dřevin se v České republice pěstují zejména štědřence (Laburnum), řidčeji i čilimníky (Cytisus), janovec metlatý (Cytisus scoparius), čilimníčky (Chamaecytisus) a kručinky, výjimečně i vítečník sítinovitý (Spartium junceum), hlodáš (Ulex), peterovka dalmatská (Petteria ramentacea) a čilimka (Calicotome). Erinacea trnitá (Erinacea anthyllis) je atraktivní skalnička.

## Přehled rodů
Adenocarpus, Anarthrophyllum, Argyrocytisus, Argyrolobium, Calicotome, Chamaecytisus, Cytisophyllum, Cytisus, Dichilus, Echinospartum, Erinacea, Genista, Gonocytisus, Hesperolaburnum, Laburnum, Lembotropis, Lupinus, Melolobium, Petteria, Podocytisus, Polhillia, Retama, Sellocharis, Spartium, Stauracanthus, Ulex